# 호포
호포(戶布)는 호(戶)를 단위로 면포(綿布)나 저포(紵布)를 징수하던 세제(稅制)이다.

## 고려
1296년(고려 충렬왕 22) 음력 6월 당시의 중찬(中贊) 홍자번(洪子藩)의 주장에 따라 처음으로 실시되었다. 이는 잡공(雜貢)을 없애기 위하여 제정된 것인데, 서민(庶民)에 한하여 호를 단위로 저포를 징수하였다.

## 조선
조선 시대에는 태조 때부터 서민의 각호에 대해서 요역(徭役) 대신으로 포를 징수하였는데 충청·황해·강원·전라도 등의 민호(民戶)에 부과하였다. 그 액수는 호를 크기에 따라 대·중·소로 나누고 대호는 2필, 중호는 1필, 소호는 반 필을 납부하도록 규정하였으나 오래 실시되지 않고 저화법(楮貨法)의 제정에 따라 일단 폐지되었다. 그 후 숙종 때부터 이 문제가 다시 논의되어 고종 때 실시되었다.
조선의 병제(兵制)는 국민개병을 원칙으로 하였으나 보포(保布)·양역(良役) 등으로 이를 대치시키는 제도가 있었다. 이는 재정의 확보를 위한 조치의 하나였는데 백성은 여러 가지 방법으로 그것을 기피하고, 한편 이를 부담하는 자는 많은 부담액에 고통을 받게 되었다.
이에 대신하는 재원 획득의 적당한 방안이 없었다. 이리하여 결포(結布：토지에 대해서 포를 징수하는 것)·구전(口錢：인구에 대해서 돈을 징수하는 것) 등의 대책이 논의되었으나 실시되지 않고 그 가장 유력한 방도로 대두한 것이 호포였다. 즉 호는 신분의 귀천을 가리지 않고 정(丁) 20구(口) 이상을 상호(上戶), 10구 이상을 중호, 10구 이하를 하호로 구분하고 등급에 따라 포 3~1필을 징수하였다.
그러나 이 방법은 그 자체에 단점이 생기고 또한 서민에게만 이행되는 폐단이 생겨 채용되지 않다가 흥선대원군이 집권하자 그의 강력한 명령으로 실시되었다. 즉 양반은 노비의 이름으로, 서민은 군역(軍役)을 대신으로 포를 바치게 하였으며, 그 후 포를 전(錢)으로 대치, 매호 2냥(兩)으로 하였다.

## 같이 보기
- 조선의 사회제도